# Národní technická knihovna
Národní technická knihovna (NTK) je s fondem čítajícím kolem 926 000 svazků největší knihovnou technické literatury v České republice. Její nová budova, budovaná od roku 2006 a otevřená 9. září 2009, stojí v Dejvicích v Praze 6 v areálu technických vysokých škol (ČVUT a VŠCHT) a dalších institucí (ÚOCHB, KTF UK) nazývaném Kampus Dejvice. V budově NTK sídlí kromě instituce a knihovních fondů Státní technické knihovny, která se při příležitosti stěhování přejmenovala na Národní technickou knihovnu, též České národní středisko ISSN a Pobočka městské knihovny v Praze. Mottem NTK je „Knihovna je služba“ .
Národní technická knihovna je státní příspěvková organizace zřízená opatřením Ministerstva školství, mládeže a tělovýchovy č. 12 785/2009 a v souladu s opatřením MŠMT č. 23 313/2011-31, kterým se vydává Dodatek č. 2 ke zřizovací listině NTK. Je řízena prostřednictvím náměstka MŠMT a podle svého statutu plní funkci veřejně přístupné vědeckotechnické knihovny, která je součástí informační infrastruktury výzkumu a vývoje. NTK je výzkumná organizace zapsaná v Seznamu výzkumných organizací vedeném MŠMT a je také zapsána v evidenci knihoven Ministerstva kultury ČR.

## Historie
Fond dnešní Národní technické knihovny v Praze vznikl v roce 1718 jako sbírka knih prvního stavovského profesora inženýrství Christiana Willenberga (1655–1731).
Během dalších dvou století se knihovna rozrůstala jako součást Českého stavovského polytechnického ústavu a jiných předchůdců dnešního ČVUT v různých lokalitách. Knihovna se přestěhovala do Klementina jako Knihovna vysokých škol technických (KVŠT) v roce 1935.
Dělení školy na českou a německou v roce 1869 po rakousko-uherském vyrovnání knihovnu nepostihlo, jen začala používat dvojjazyčné razítko: „Bibliothek der k. k. polytechnischen Institute zu Prag – Knihovna c. k. polytechnických ústavů v Praze“ a i nadále sloužila všem studentům a byla samostatně financována. V roce 1879 se v souvislosti s přejmenováním polytechnických ústavů na vysoké školy technické její název změnil na „Bibliothek der k. k. technischen Hochschulen in Prag – Knihovna c. k. vysokých škol technických v Praze“.
V roce 1960 byla knihovna přejmenována na Státní technická knihovna (STK). Postupem času se knihovna začala přerůstat volné místo v Klementinu. Dva dálkové skladovací prostory byly pořízeny v letech 1974 až 1981 Praze 4-Písnici (jeden objekt pro 100 000 svazků) a ve Lhotě u Dolních Břežan (dva objekty, každý pro 200 000 svazků). Knihovna i nadále hledala trvalejší řešení ne zcela vyhovujících prostor. Z několika projektů nové budovy se nakonec podařilo v druhé polovině 90. let prosadit projekt výstavby Národní technické knihovny (NTK) v Praze 6-Dejvicích, v centru českého technického vzdělávání.

## Nová budova

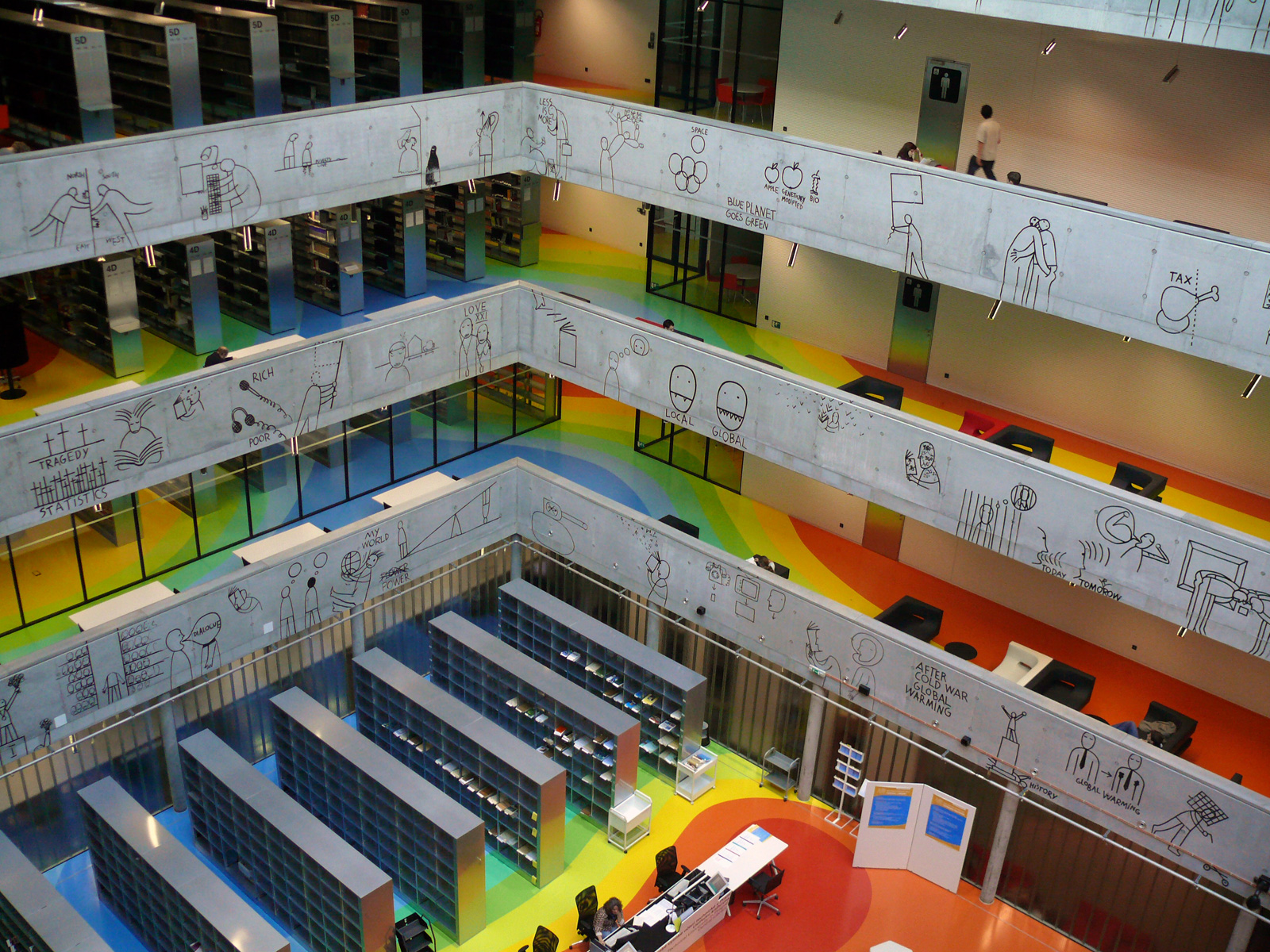
Pohled do atria knihovny

### Výstavba
Investorem přípravy i výstavby Národní technické knihovny byla Státní technická knihovna v Praze.
O prosazení myšlenky a podporu stavby Národní technické knihovny v Kampusu Dejvice se zasloužili náměstkové Emanuel Ondráček a Josef Průša a ministryně školství, mládeže a tělovýchovy Petra Buzková. Ducha, koncept a náplň budově dali Miloslava Rupešová, emeritní ředitelka Státní technické knihovny a Martin Svoboda, ředitel Národní technické knihovny.
Architektonická soutěž na podobu budovy proběhla v roce 2000 a vítězný návrh atelieru AK architekti (Roman Brychta, Adam Halíř, Václav Králíček a Petr Lešek) porota vybrala v lednu 2001.
Po dlouhou dobu plány ustrnuly z nedostatku finančních prostředků, jejž prohloubily také povodně v roce 2002. Příslib financování přijala až vláda roku 2004 z podnětu ministryně školství Petry Buzkové; poté byla vyhlášena obchodní soutěž na projektanta a zhotovitele stavby. Povinností dodavatele bylo zajistit si vlastní zdroj financí, stát zakázku splácel do roku 2013 z prostředků Ministerstva školství.
Na realizaci se podíleli autoři architektonického návrhu v obměněné sestavě jako studio Projektil architekti ve složení Roman Brychta, Adam Halíř, Ondřej Hofmeister a Petr Lešek, dále Helika a.s. (prováděcí projekt, hlavní architekt Petr Jileček), energetickou úspornost koncipoval Jan Žemlička (Žemlička & Pruy) a Gesamtkunstwerk dotvořili designéři Petr Babák a jeho tým (Laboratoř) - vizuální styl, informační a orientační systém, Radim Babák a Ondřej Tobola (Hipposdesign) - atypický nábytek. Díky soutěži na výtvarné dílo (sdružení PAS - Vít Havránek, Tomáš Vaněk a Jirka Skála) dílo završil kreslíř a komentátor Dan Perjovschi Pod vedením Sekyra Group budovu postavilo od září 2006 do prosince 2008 společenství Metrostav – OHL ŽS a vnitřní vybavení dodaly společnosti Forster, Zambelli, Vitra a Techo Archivováno 9. 10. 2021 na Wayback Machine...
Stavba byla zahájena v říjnu 2006, dokončena a předána 31. prosince 2008. Logo NTK bylo oficiálně odhaleno 29. dubna 2009. Od května 2009 do konce července se knihovna stěhovala z Klementina, slavnostní otevření proběhlo 9. září 2009 a otevřena pro veřejnost s kompletní nabídkou služeb byla 14. září 2009.

### Popis
Budova má půdorys zaobleného čtverce o rozměrech asi 70×70 metrů. Je devítipodlažní – má tři podzemní (depozitáře a parkoviště) a šest nadzemních podlaží. Celková užitková plocha zahrnuje 38 661 m2. Kromě moderních architektonických prvků obsahuje i prvky pro zajištění úspor energie včetně akumulace tepla a chladu.
Interiéru dominuje rozlehlé atrium s pravoúhlým půdorysem, které zahrnuje všech šest nadzemních podlaží. Na jeho obvodu leží schodiště mezi patry; betonové stěny směrem do atria zdobí přes dvě stovky avantgardních kreseb komiksového typu od rumunského výtvarníka Dana Perjovschiho.

### Ocenění
Nová budova NTK získala od vzniku mnoho ocenění:
- Cena klubu za starou Prahu, 2009
- Czech Grand Design, 2009 – vítězství celkově, dále v kategoriích Grafický designér roku a Designér roku
- Vynikající betonová stavba (Česká betonářská společnost), 2009
- Best of Realty, 2009
- Grand Prix architektů Národní cena za architekturu, 2010
- Knihovna roku (Ministerstvo kultury ČR), 2010

Dalé byla stavba nominována na českou Stavbu roku 2009, vyhrála Nejlepší stavbu roku 2010 městské části Praha 6, byla uvedena například mezi osmi unikátními knihovnami světa anglickým architektonickým serverem Architizer.

### Spor o vadu fasády
Dvě tvarovky z kaleného skla se 10. února 2017 roztříštily a jako déšť 35 kg úlomků rozletěly do okruhu několika metrů. Okolí budovy od té doby, slovy ředitele NTK Martina Svobody, „hyzdí přenosná kovová zábradlí a ochranná dřevěná zastřešení nad vstupy“. Další dvě tvarovky praskly o Velikonocích 2019. Po neúspěšném jednání se zhotovitelem stavby Sekyra Group podala NTK spor k soudu. Soudní řízení je ve shodě NTK a Sekyra Group zastaveno a obě strany směřují k soudnímu smíru.

## Knihovní fondy

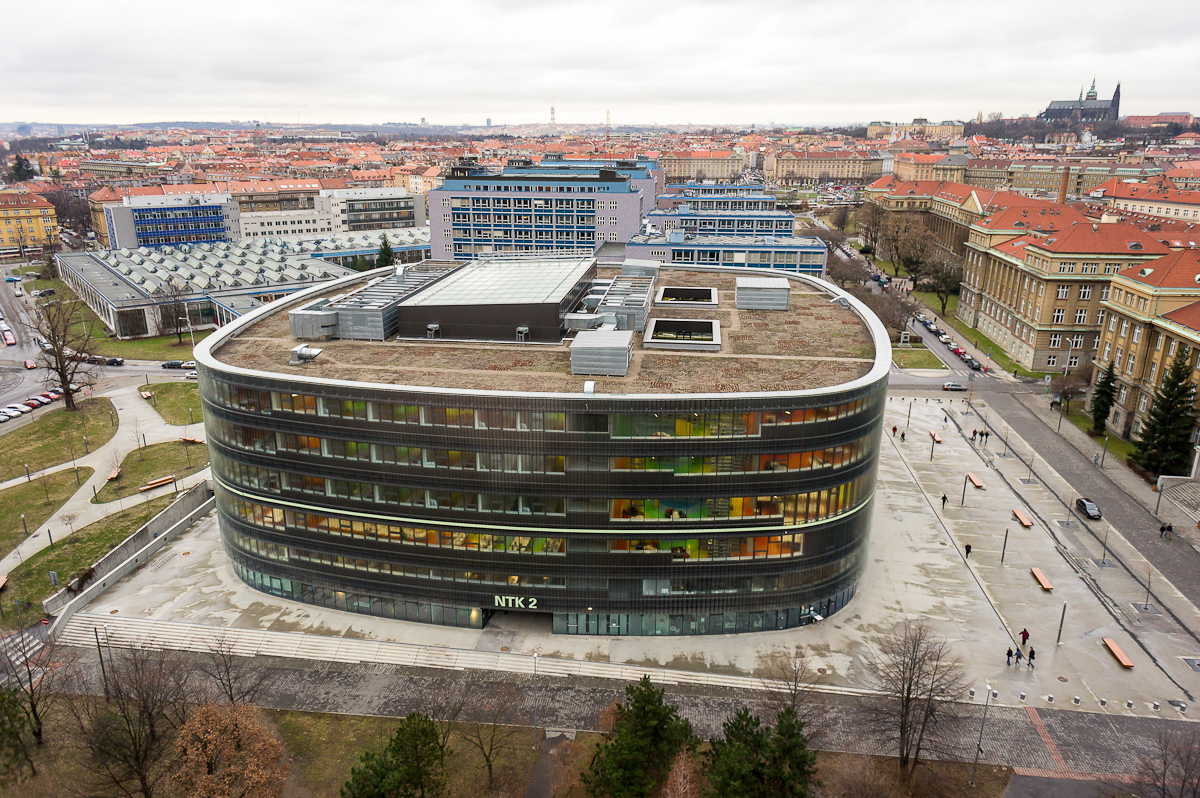
Pohled na areál Národní technické knihovny seshora, rok 2011

Knihovna se nyní může pochlubit nejrozsáhlejší sbírku českých a mezinárodních dokumentů v oblasti techniky a aplikovaných přírodních a společenských věd souvisejících s technikou v České republice. Přírůstek se pohybuje kolem 5000 titulů ročně.
Kapacita tří podzemních skladů je 1,3 milionu svazků. Prostor pro volný výběr ve čtyřech nadzemních patrech má maximální kapacitu 660 000 knihovních jednotek, reálně využitelná kapacita je okolo 500 tisíc svazků. Fond NTK umístěný ve volném výběru je opatřen elektronickými čipy RFID umožňujícími samoobslužné vypůjčování i vracení publikací. Ve volném výběru jsou publikace tematicky uspořádány podle klasifikačního systému Kongresové knihovny (LCCS).

## Služby čtenářům
S registrací v NTK automaticky vznikne několik druhů uživatelských kont a přístupy do několika systémů. Prostředky uložené na konto přes pokladnu, bankovní převod, nebo kreditní kartu pak mohou sloužit k úhradě poplatků za kopírování či tisk, placení rezervací týmových studoven, pokut za pozdě vrácené knihy apod.

### NTK nabízí
- Výpůjční služby, včetně samoobslužného vypůjčování a vracení knih
- Samoobslužná kopírovací a tisková zařízení
- Referenční služby a konzultace na počkání[11]
- Archiv a badatelnu historického fondu[12]
- Studovny (noční, časopisů a norem)[13]
- Konferenční sál s 230 místy s moderní audiovizuální technikou, režií a tlumočnickými kabinami
- Kavárna Cafe Prostoru[14]
- Více než 500 relaxačních míst a wi-fi signál v celém objektu

## Akademičtí partneři
Proběhla integrace NTK a partnerských knihoven z důvodu rozšíření informačních fondů, ušetření při nákupu elektronických informačních zdrojů a zvýšení komfortu uživatelů, kteří vše najdou na jednom místě pod střechou NTK.
- VŠCHT
- ÚOCHB AV ČR
- ČZU
- ČVUT

Všechny zúčastněné knihovny uchovávají svou subjektivitu, což jim umožňuje plně respektovat licenční ujednání s vydavateli a majiteli informačních zdrojů a především věnovat zvláštní pozornost potřebám studentů, zaměstnanců a čtenářů jejich domovských institucí.

## Projekty a inovace

### Národní centrum pro elektronické informační zdroje –CzechELib
Cílem projektu je zajistit pro celou výzkumnou a vzdělávací sféru v České republice efektivní nákup a zpřístupnění klíčových elektronických informačních zdrojů (EIZ) pro potřeby vědy, výzkumu a vzdělávání.

## Galerie

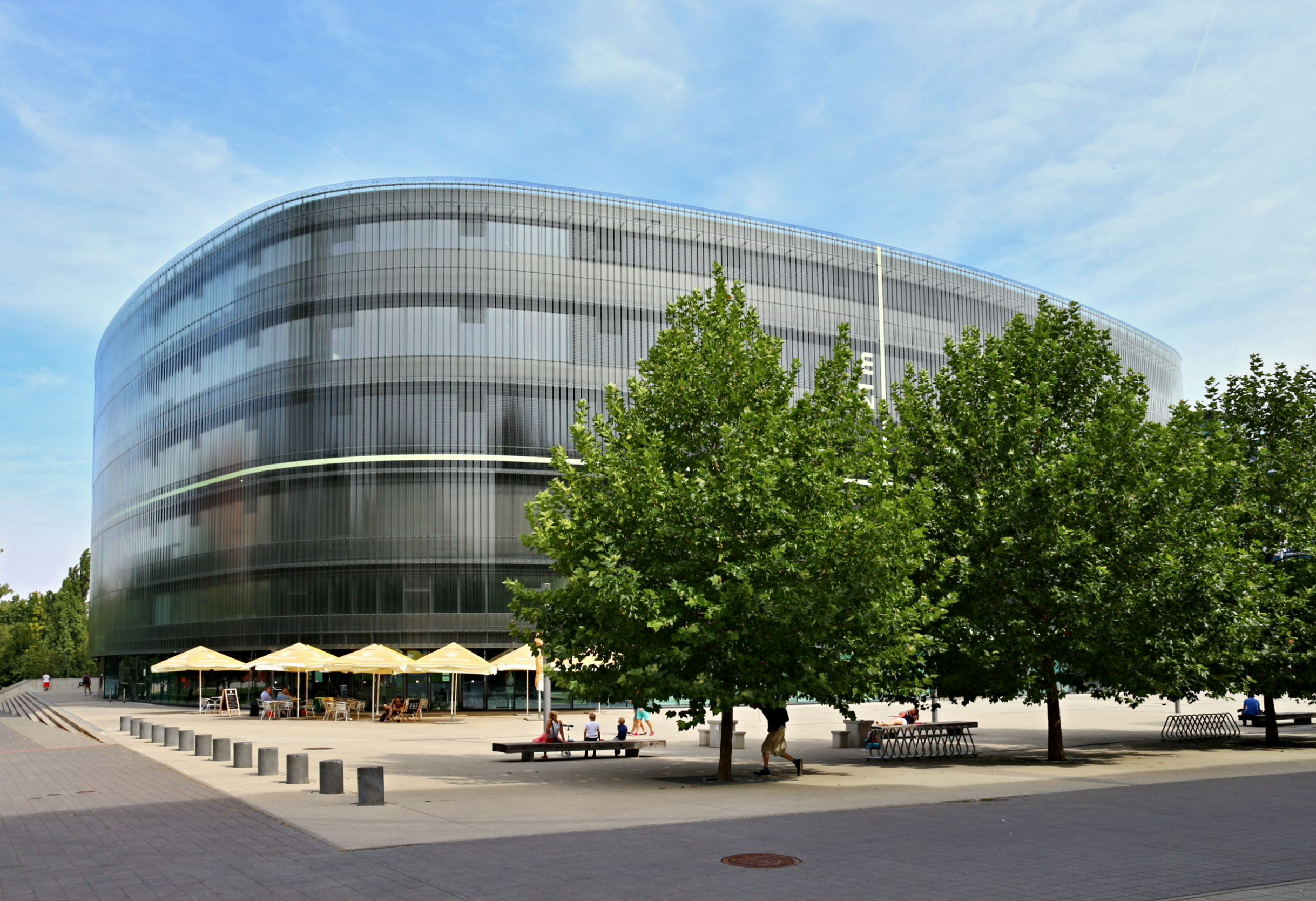
Skleněná fasáda Národní technické knihovny.
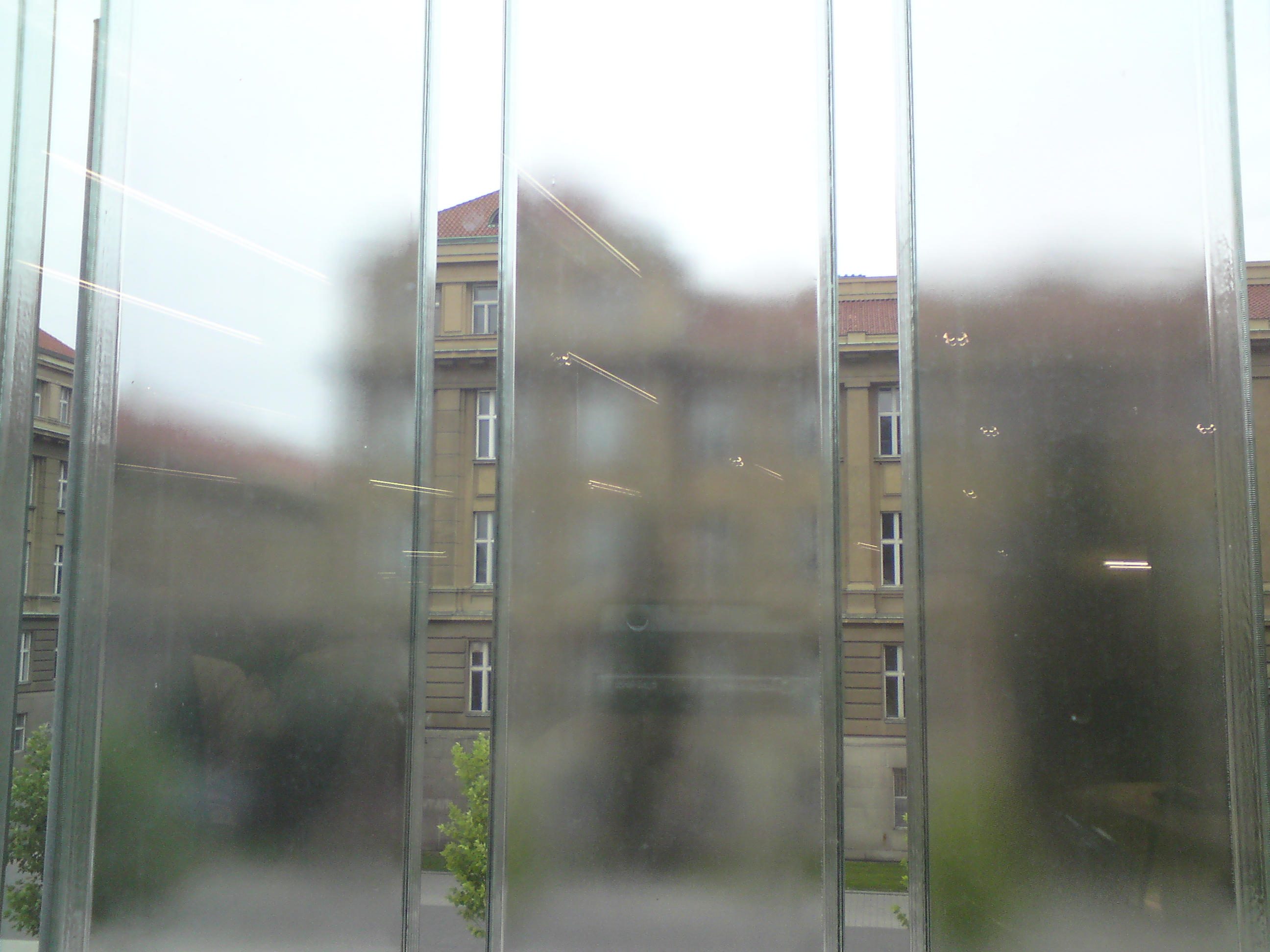
Skleněné obložení knihovny – pohled zevnitř.
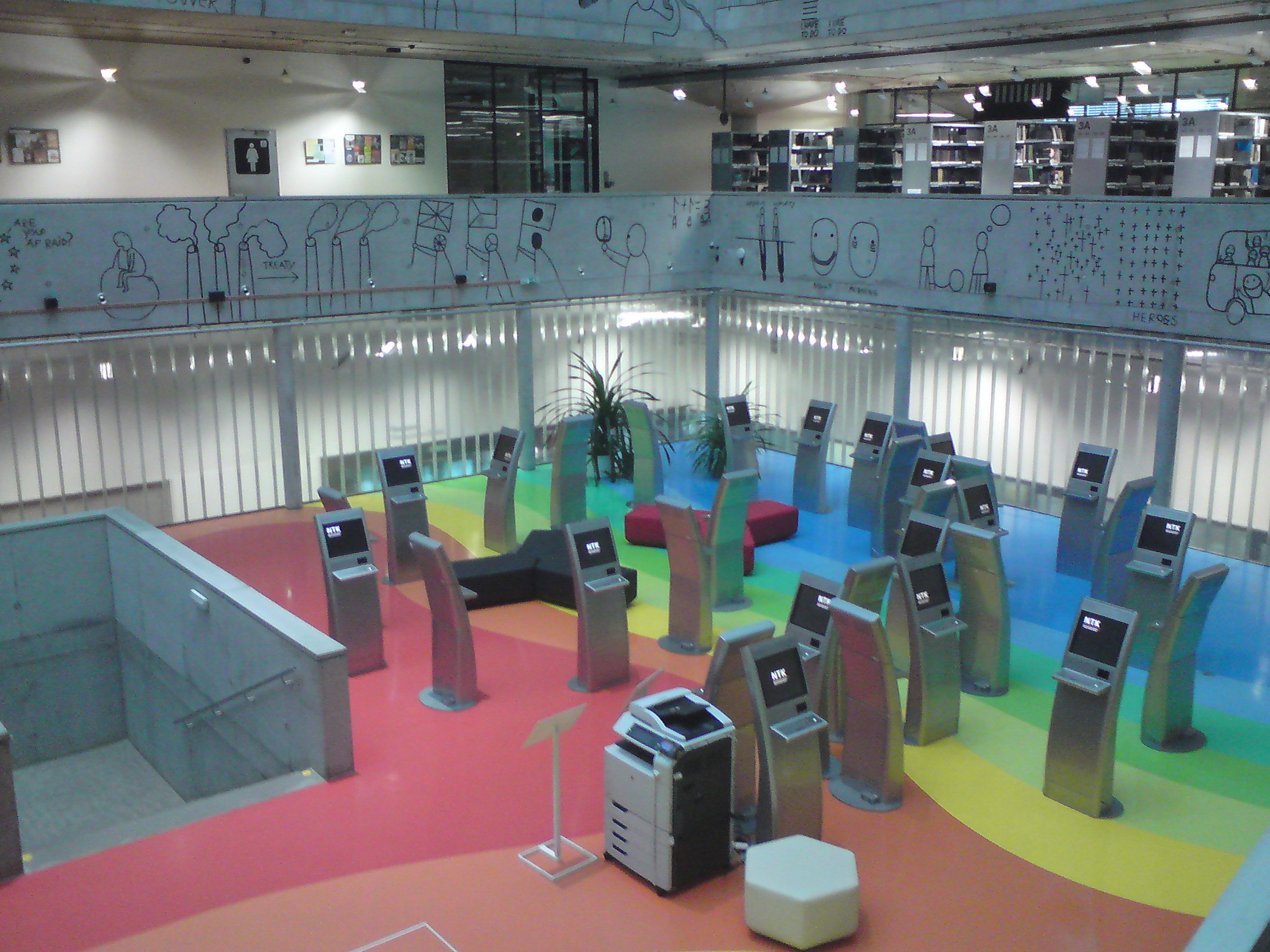
Informační kiosky na čipové karty rozptýlené po celé budově umožňují tisk a vyhledávání v katalogu.
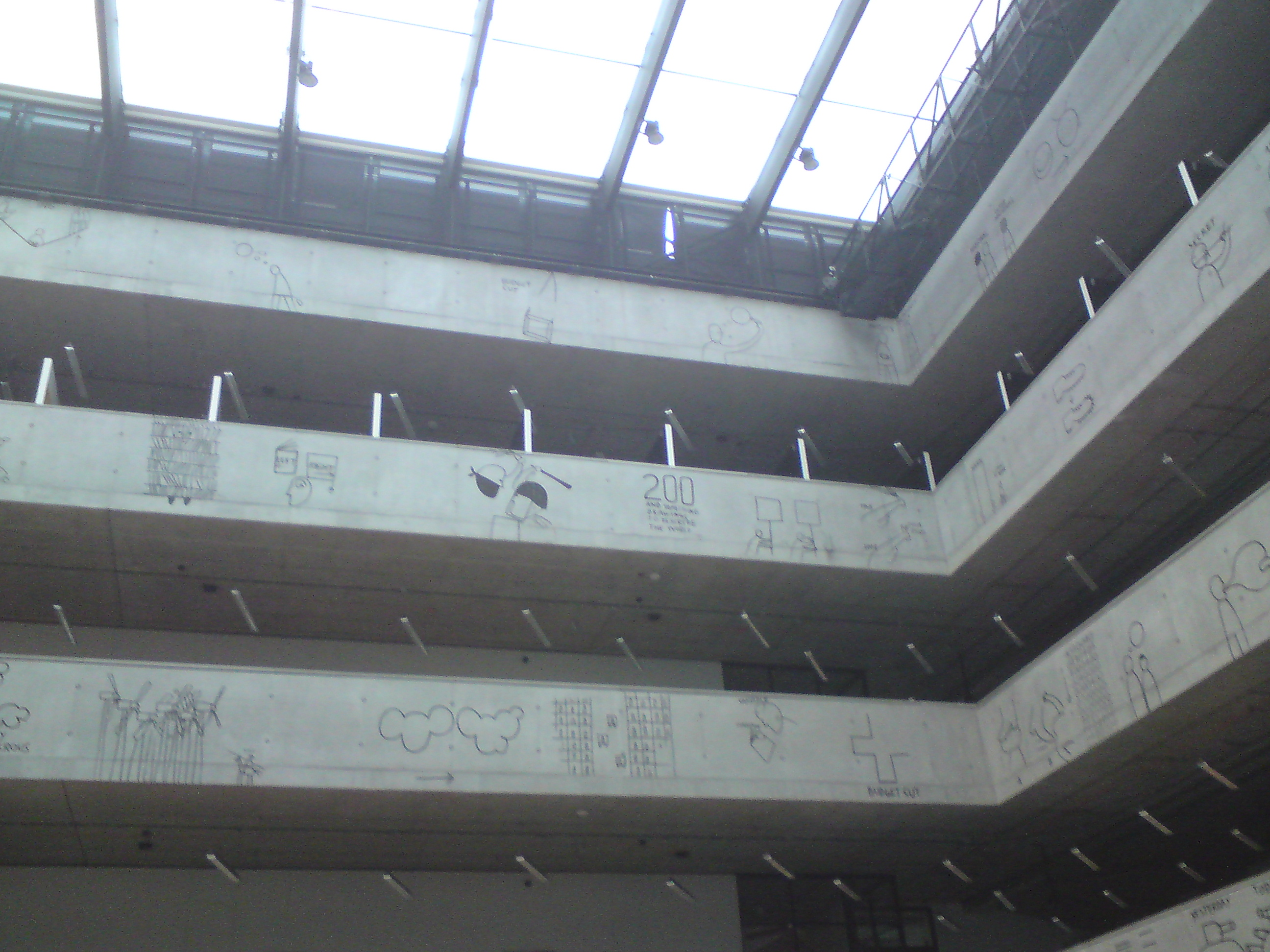
Atrium je přirozeně osvětlené světlíkem.
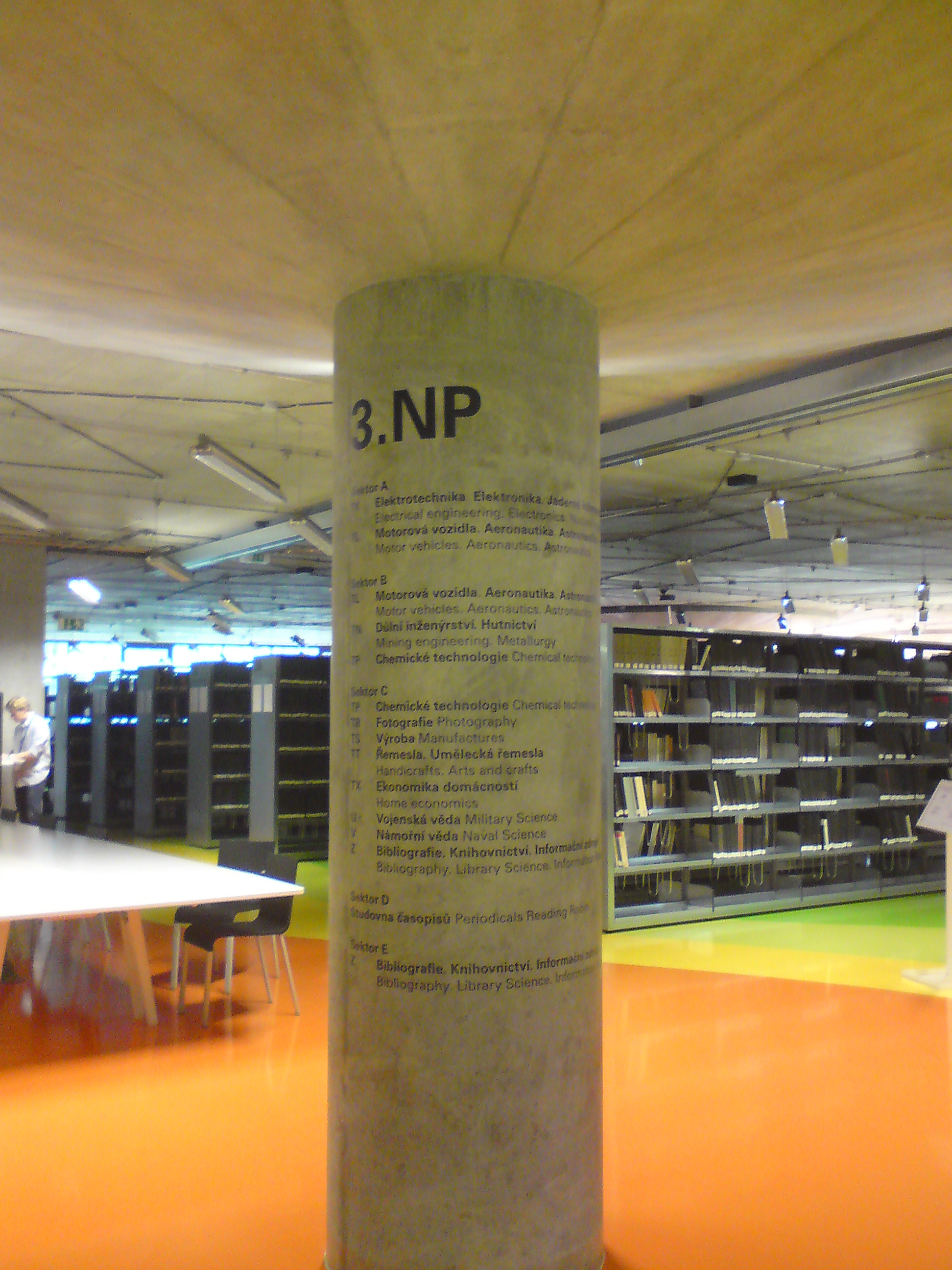
Tematický adresář vykreslený na holém betonovém sloupci. Stejný design je použit ve většině budovy.
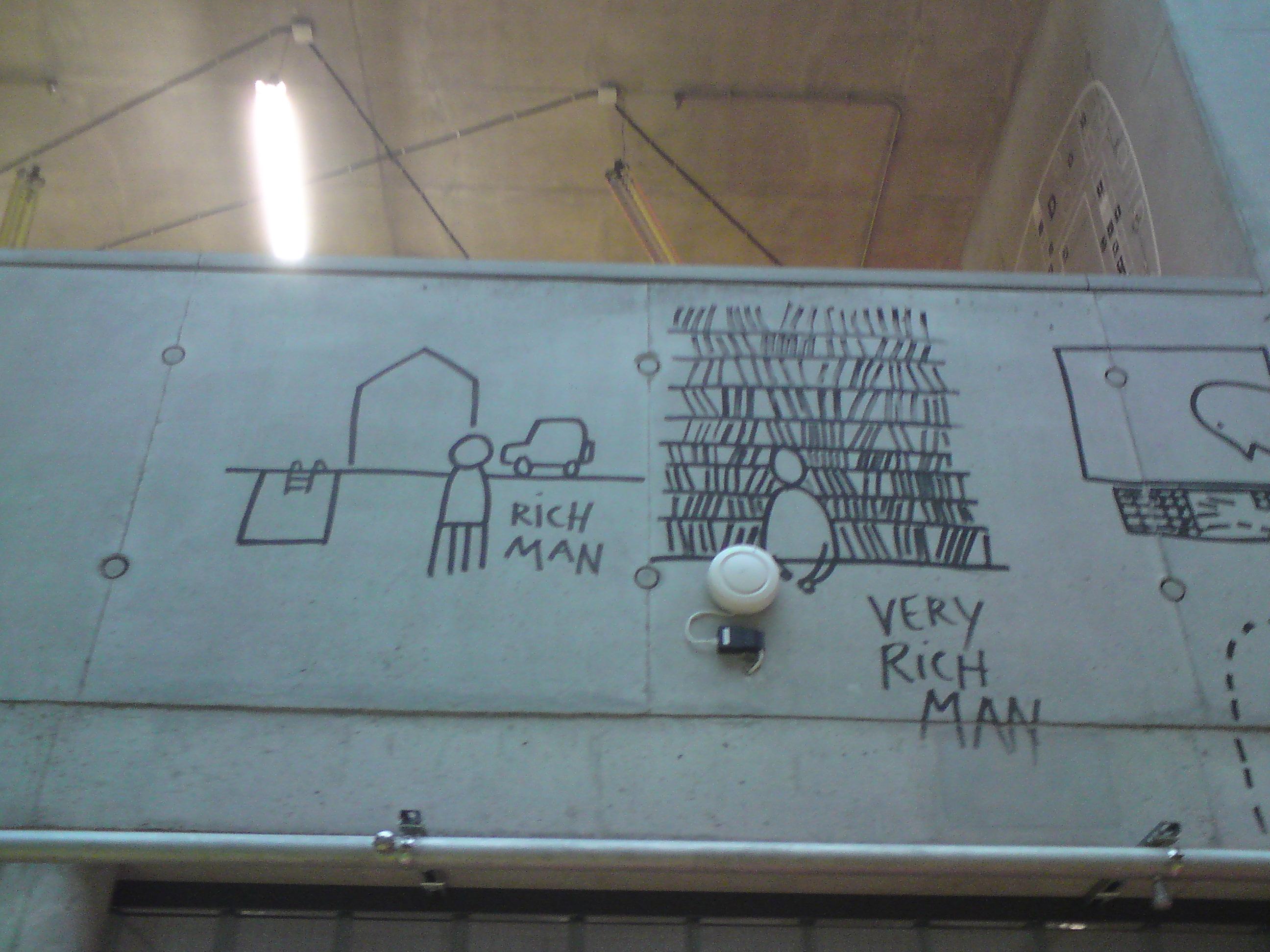
Grafický design vychází z koncepce „technické učebnice“.
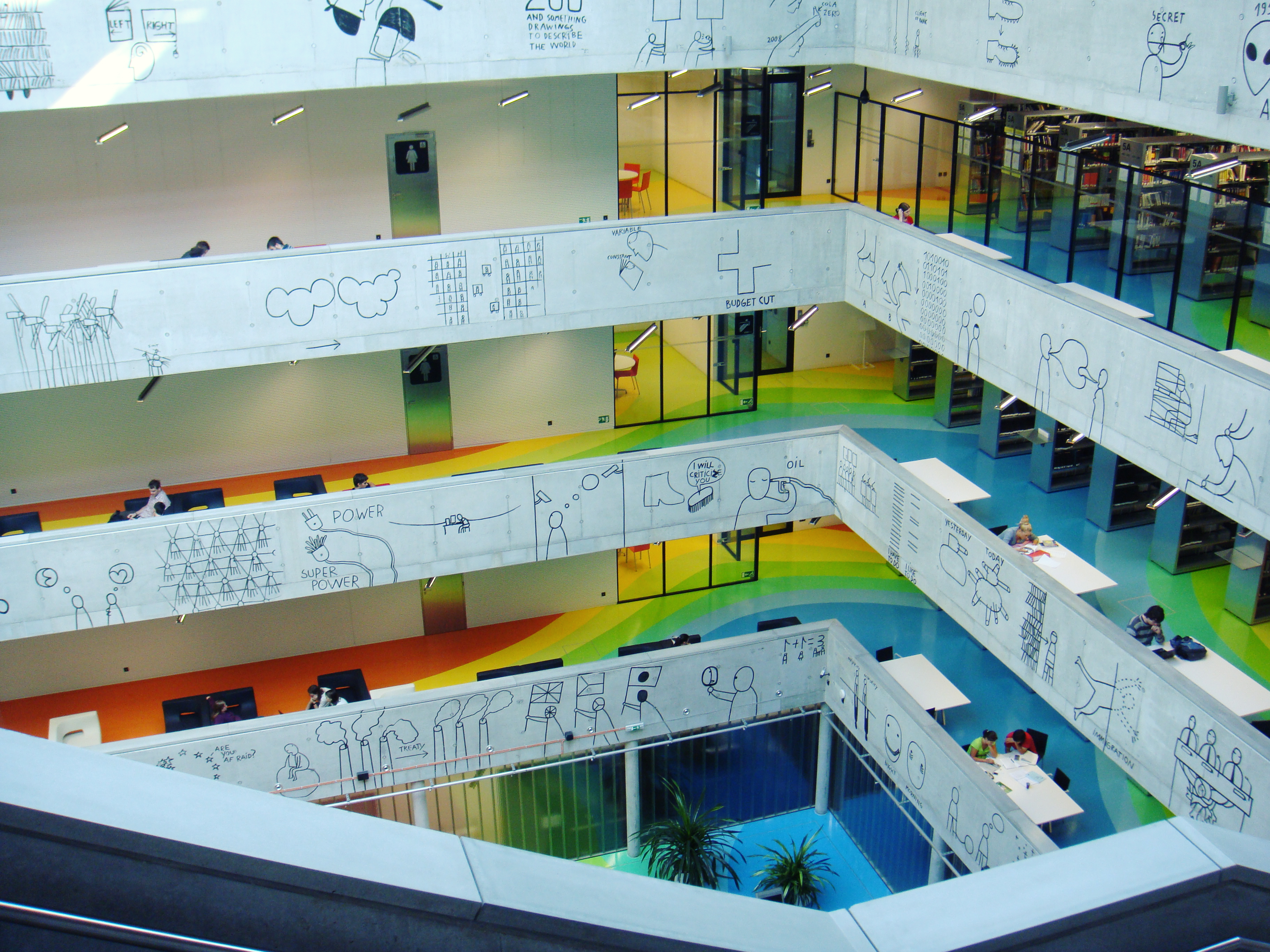
Barevné podlahy dodávají prostoru otevřenost a vstřícnost.
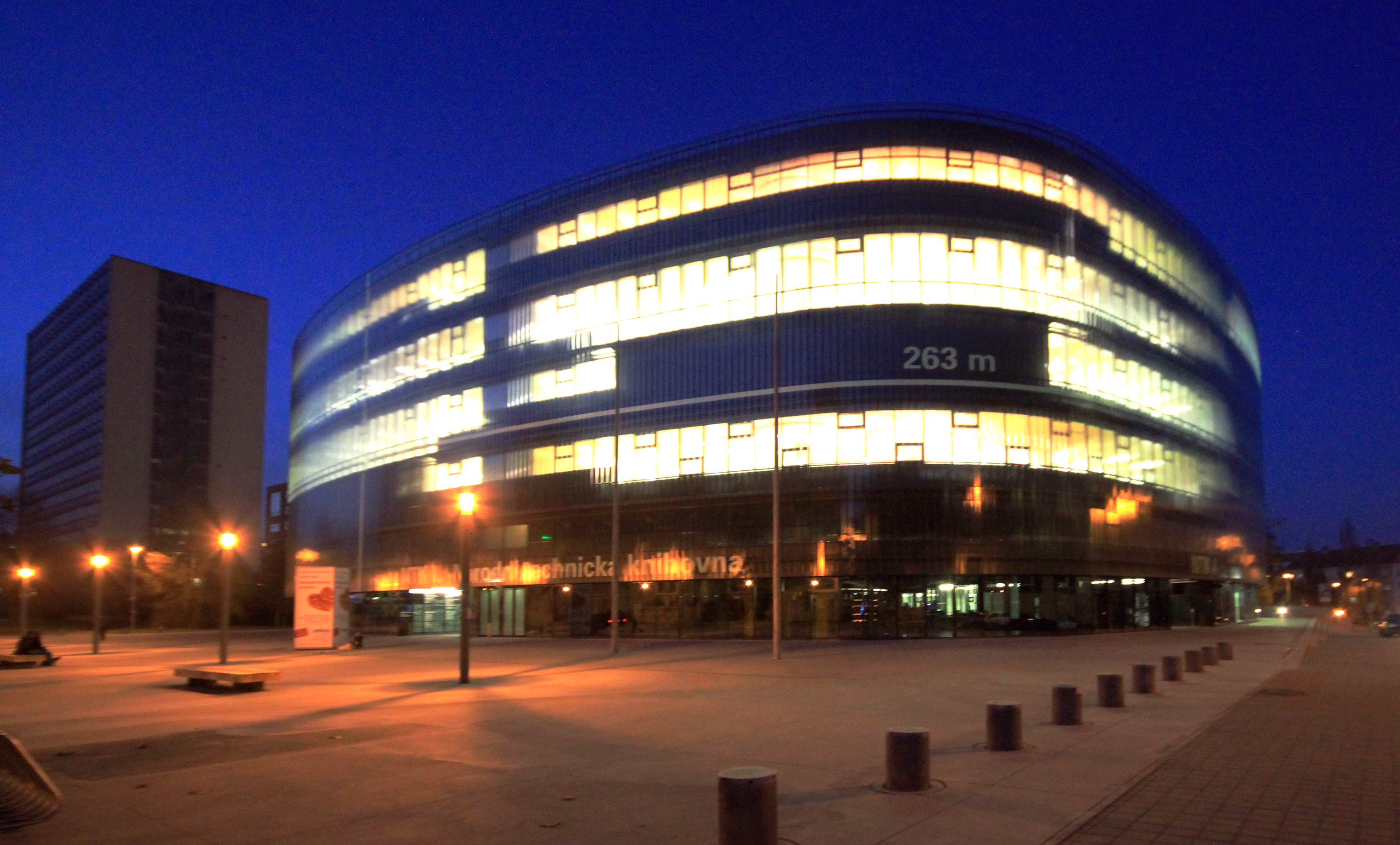
Pohled na osvětlenou noční knihovnu.
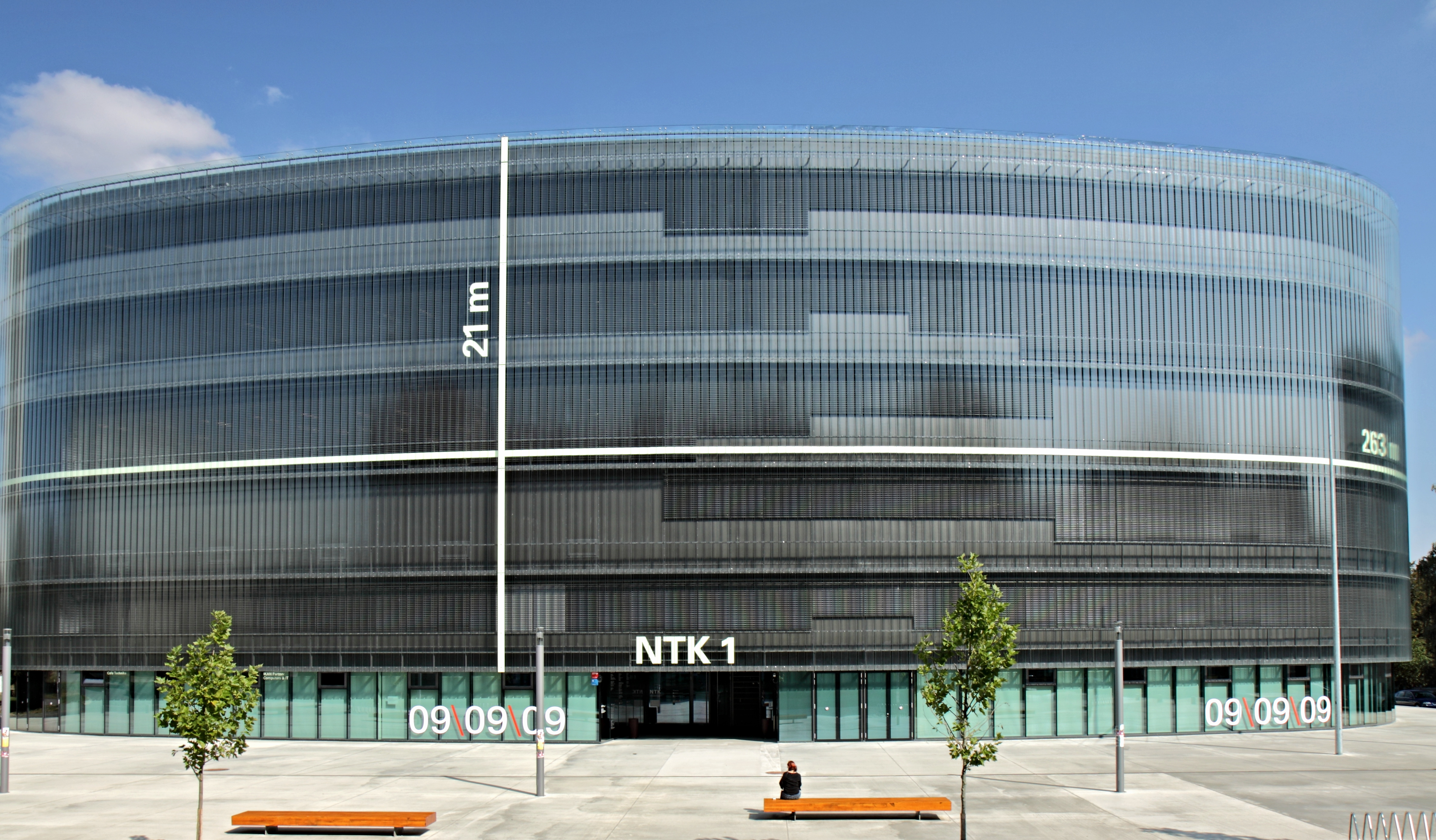
Národní technická knihovna, pohled zvenku (2009).
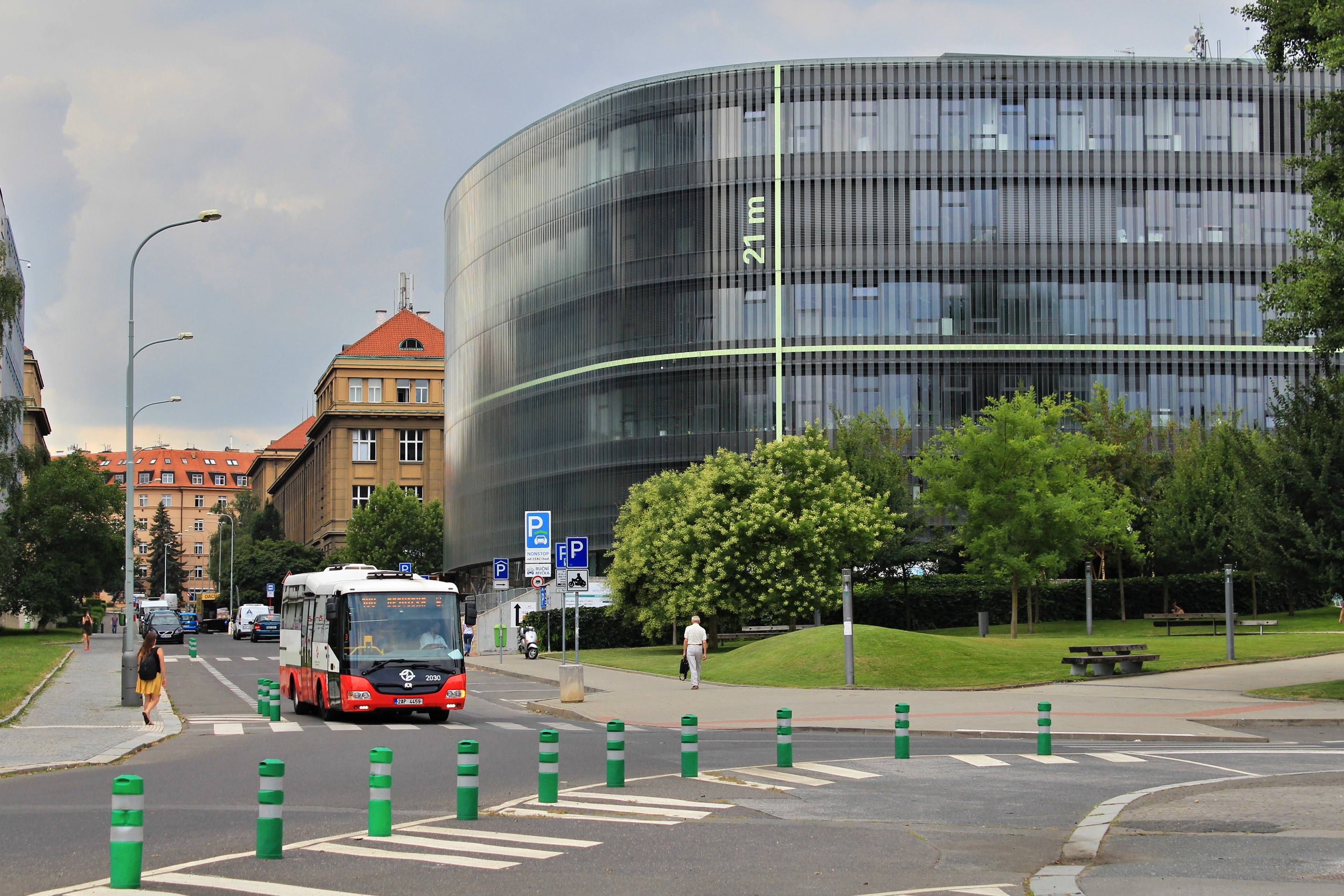
Od roku 2018 obsluhuje NTK autobusová linka 108.